# Nuottijärvi (sjö i Lappland, lat 67,77, long 24,77)
Nuottijärvi är en sjö i Finland. Den ligger i kommunen Kittilä i landskapet Lappland, i den norra delen av landet, 800 km norr om huvudstaden Helsingfors. Nuottijärvi ligger 207,5 meter över havet. Arean är 9 hektar och strandlinjen är 1,5 kilometer lång. Sjön  ingår i Kemi älvs huvudavrinningsområde. 